# Rhinella rostrata
Espèce
Synonymes
- Bufo rostratus Noble, 1920
- Rhamphophryne rostrata (Noble, 1920)

Statut de conservation UICN

 CR B1ab(iii)+2ab(iii) : 
En danger critique
Rhinella rostrata est une espèce d'amphibiens de la famille des Bufonidae.

## Répartition
Cette espèce est endémique de La Unión dans le département d'Antioquia en Colombie. Elle se rencontre à La Unión vers 2 472 m d'altitude sur le versant Ouest de la Cordillère Centrale.

## Description
L'holotype de Centrolene antioquiense, un mâle adulte, mesure 41 mm.

## Publication originale
- Noble, 1920 : Two new batrachians from Colombia. Bulletin of the American Museum of Natural History, vol. 42, no 9, p. 441-446 (texte intégral).